# Nam Hyun-Hee
Nam Hyun-Hee (en coreano: 남현희; Seongnam, 29 de septiembre de 1981) es una deportista surcoreana que compitió en esgrima, especialista en la modalidad de florete.
Participó en cuatro Juegos Olímpicos de Verano entre los años 2004 y 2016, obteniendo dos medallas, plata en Pekín 2008 y bronce en Londres 2012. Ganó seis medallas en el Campeonato Mundial de Esgrima entre los años 2005 y 2011.

## Palmarés internacional
| Juegos Olímpicos   | Juegos Olímpicos      | Juegos Olímpicos  | Juegos Olímpicos    |
| Año                | Lugar                 | Medalla           | Prueba              |
| ------------------ | --------------------- | ----------------- | ------------------- |
| 2008               | Pekín (China)         | Medalla de plata  | Florete individual  |
| 2012               | Londres (Reino Unido) | Medalla de bronce | Florete por equipos |
| Campeonato Mundial |                       |                   |                     |
| Año                | Lugar                 | Medalla           | Prueba              |
| 2005               | Leipzig (Alemania)    | Medalla de oro    | Florete por equipos |
| 2006               | Turín (Italia)        | Medalla de bronce | Florete por equipos |
| 2010               | París (Francia)       | Medalla de bronce | Florete individual  |
| 2010               | París (Francia)       | Medalla de bronce | Florete por equipos |
| 2011               | Catania (Italia)      | Medalla de bronce | Florete individual  |
| 2011               | Catania (Italia)      | Medalla de bronce | Florete por equipos |